# Zona del Canal de Panamà

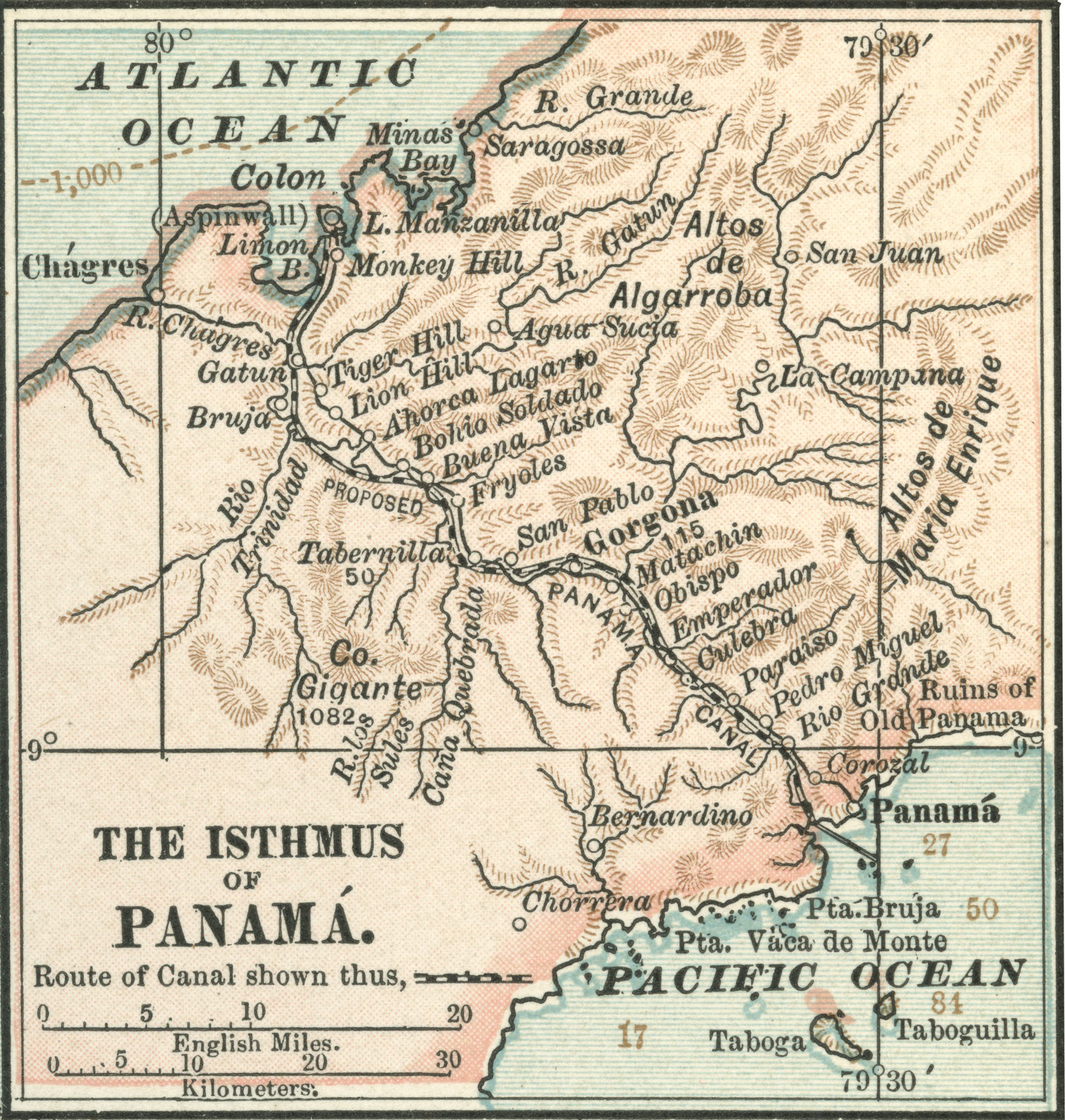
Mapa de l'istme de Panamà abans de la construcció del canal i de l'establiment de la Zona.

La Zona del Canal de Panamà fou un "territori no organitzat" dels Estats Units enclavat a Panamà, que consistia en el Canal de Panamà i les terres i aigües adjacents. Tenia una superfície de 1.432 km² i el constituïa una franja de 8,1 km d'ample a cada costat del canal, amb l'exclusió de la Ciutat de Panamà i de Colón (que constituïa un enclavament), però incloent la totalitat de les aigües territorials dels llacs artificials Gatún i Madden, que sobrepassaven l'amplada de la franja. El territori, que dividia el país en dues parts, va estar controlat pels Estats Units entre 1903 i 1979.

## Història
La Zona del Canal fou creada pel Tractat Hay-Bunau Varilla, signat el 18 de novembre de 1903. Des de 1903 fins a 1979, el territori fou controlat pels Estats Units, que van construir i finançar el canal. Més tard, quan es van crear els embassaments de Gatún i Madden per tal d'assegurar el proveïment d'aigua per al funcionament de les rescloses, la totalitat de les aigües territorials d'aquests llacs artificials van recaure sota control estatunidenc, tot i que sobrepassaven de molt l'amplada de la franja establerta pel Tractat.
Durant el temps de control estatunidenc de la Zona del Canal, el territori va tenir una utilitat principalment militar, a part de l'explotació comercial del canal. Aquesta corresponia a la Panama Canal Company, empresa participada en el 100% pel govern dels Estats Units, i que aplicava unes maneres absolutament colonials, incloent-hi la segregació racial entre els 3.000 civils estatunidencs (a part del personal militar) que integraven el Gold Roll, i que ocupaven els llocs clau a la companyia, i els panamenys i d'altres nacionalitats, integrats al Silver Roll, que feien les feines auxiliars. Tota la població treballava per a la Companyia o bé per al Govern de la Zona del Canal. No hi havia botigues independents, tots els béns de consum s'havien de comprar i vendre en uns establiments de la Companyia anomenats "comissariats"; la Zona del Canal tenia la seva pròpia policia, tribunals de justícia, servei telefònic, de correus i emissió de segells, d'electricitat, d'aigua potable, de bombers, hospitals, escoles amb segregació racial, llocs de diversió, cinemes i teatres, camps de golf i un hotel (l'Hotel Tívoli). El cap de la Companyia també era el Governador de la Zona del Canal. Fins i tot les cases eren propietat de la Companyia, que les llogava als seus treballadors.
Degut als fets esdevinguts el Dia dels Màrtirs, el 9 de gener de 1964, per la reclamació del retorn de la Zona del Canal a la República de Panamà, finalment es van signar el 1977 els Tractats Torrijos-Carter, que establiren l'abolició del territori el 1979 i la seva reconversió en les "Àrees Revertides del Canal de Panamà", controlades conjuntament pels dos països, fins que el 31 de desembre de 1999 foren transferides definitivament a la República de Panamà. Quan el territori fou transferit a control panameny, es va evacuar els militars i també es van repatriar tots els ciutadans estatunidencs. La Companyia va passar a dependre del govern panameny, amb el nom de Comisión del Canal de Panamá. Actualment, el territori té un interès comercial, industrial i turístic.